# Behaarter Schnellläufer

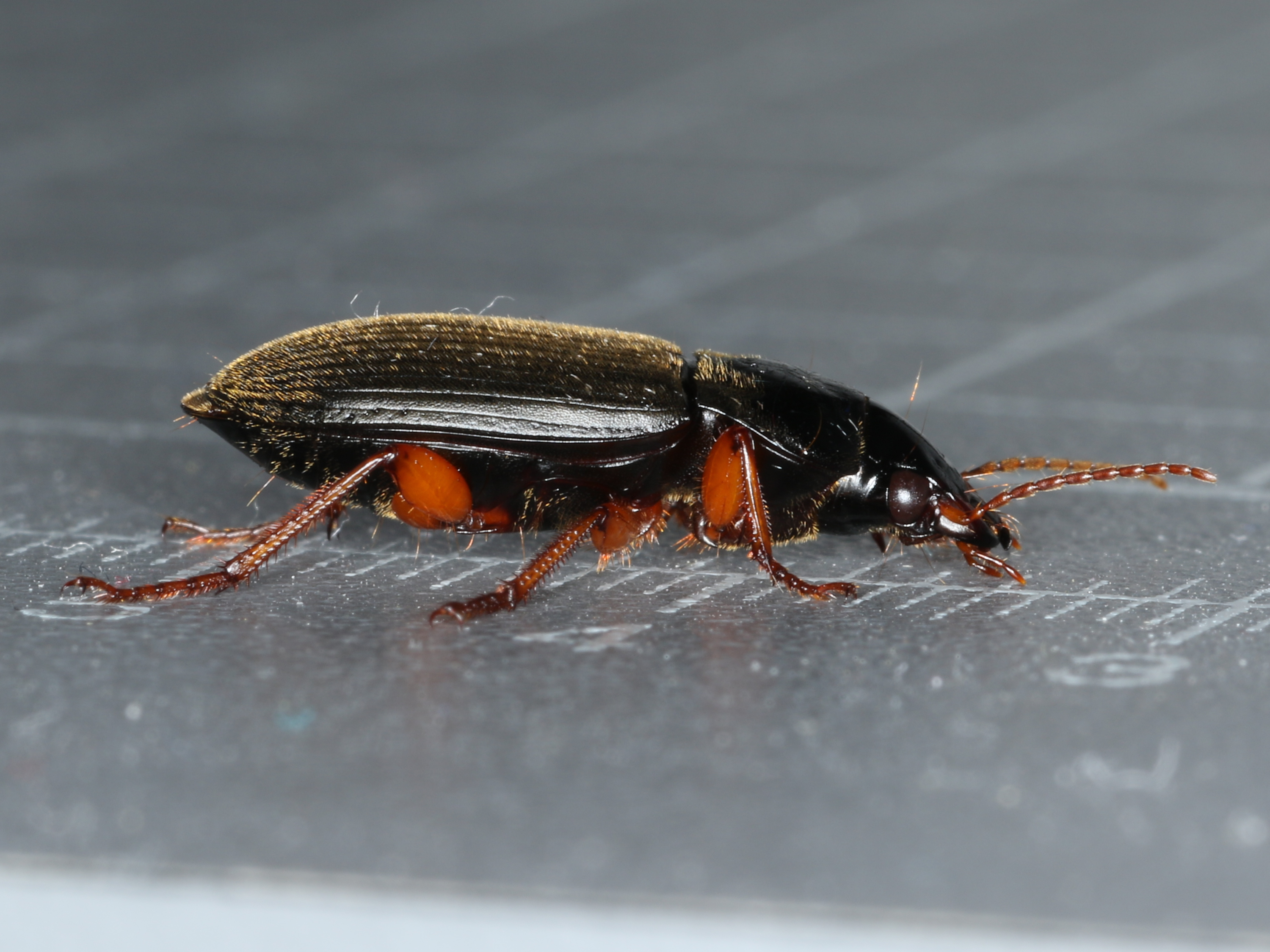
Seitenansicht

Harpalus rufipes Syn.: Pseudoophonus rufipes, auch als Behaarter Schnellläufer bekannt, ist ein Käfer aus der Familie der Laufkäfer (Carabidae).

## Merkmale
Die Käfer sind 11–16 mm lang. Sie besitzen einen mattschwarzen Körper. Die Beine und Fühler sind rotbraun gefärbt. Der Halsschild besitzt scharfe rechtwinklige Hinterecken. Die Flügeldecken sowie die Basis des Halsschilds sind mit feinen gelblichen Härchen bedeckt.

## Verbreitung
Die Art ist in der Paläarktis heimisch. Sie ist in Europa weit verbreitet. In Mitteleuropa ist sie zudem häufig. Im Norden reicht ihr Vorkommen bis nach Schottland, Mittelnorwegen, Mittelschweden und Nordfinnland. Außerdem kommt die Art auf den Azoren und in Nordafrika vor. Im Osten reicht das Verbreitungsgebiet bis nach Westchina. In Nordamerika wurde die Art eingeschleppt und kommt dort im Nordosten der Vereinigten Staaten sowie im Südosten Kanadas vor.

## Lebensweise
Die eurytope Käferart gilt als ein Kulturfolger. Sie besiedelt vielfältige Biotope, insbesondere lehmige Äcker, Ruderalflächen, sandige Ufer und trockene Waldränder. Die Käfer jagen nicht nur andere Kleintiere (Schnecken, Würmer, Kleininsekten), sondern fressen auch die Samen verschiedener Doldenblütler. Die Käfer fressen an den Nüsschen von Erdbeeren und können dadurch erhebliche Schäden an Erdbeerkulturen anrichten. Sie fressen nachweislich auch die Eier von Ackerschnecken und sind damit potenzielle Schädlingsbekämpfer in der Landwirtschaft. Die adulten Käfer sind von April bis November aktiv. Die Eiablage findet im Sommer (Juli bis September) statt. Die Larven von Harpalus rufipes durchlaufen drei Entwicklungsstadien. Sie ernähren sich u. a. von den Samen des Weißen Gänsefußes (Chenopodium album). Die Larven überwintern im Erdboden und verpuppen sich im Frühjahr.

## Taxonomie
Die Art wurde von Carl De Geer im Jahr 1774 als Carabus rufipes De Geer, 1774 erstbeschrieben.
Weitere Synonyme sind:
- Carabus ruficornis Fabricius, 1775
- Carabus pubescens O. F. Müller, 1776
- Ophonus pubescens
- Pseudoophonus pubescens (O. F. Müller, 1776)
- Pseudoophonus ruficornis
- Pseudoophonus rufipes (De Geer, 1774)
- Pseudopledrus rufipes